# Zámek na jízdní kolo

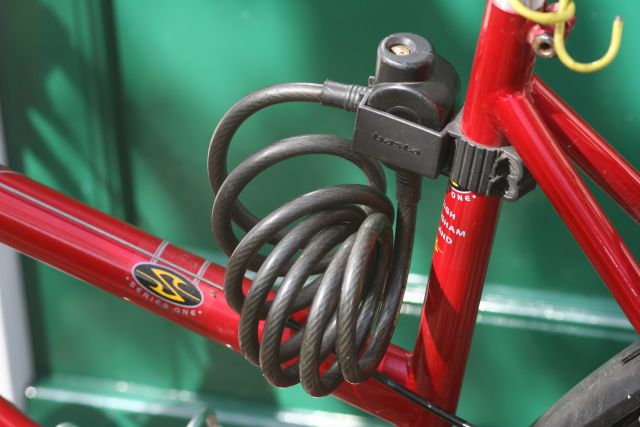
Lankový zámek na kolo

Zámek na jízdní kolo je zařízení pro uzamknutí jízdního kola, aby se předešlo jeho krádeži. Existuje velké množství typů zámků, které se odlišují efektivitou, váhou, cenou i způsobem a rychlostí uzamčení. Zámky se někdy používají i pro uzamčení jednotlivých částí jízdního kola, nebo příslušenství, jako je například sedlo či přilba. 
Zámky se otevírají většinou klíčem, ale populární jsou i číselné zámky. Ty se například používaly u prvních verzí sdílených kol. Jejich výhodou je zejména to, že je může odemknout velké množství lidí a kód lze sdělit i vzdáleně. Kvalita zámku by měla odpovídat hodnotě kola. Obecná poučka zní, že by se cena zámku měla pohybovat mezi 5 a 10 % ceny kola.

## Správné uzamčení
Při použití zámku je také důležité jeho správné použití a výběr místa, kde bude použit. Kolo by se mělo uzamknout ke kvalitnímu a odolnému stojanu na kola. Předmět, ke kterému je zámek připoután, by měl být uzavřený tak, aby nebylo možné ho z něj vyháknout či přehodit. Nevhodné jsou tak například sloupky a patníky. Důležitá je také stabilita předmětu a jeho pevné uchycení do země, aby se zabránilo vyjmutí tohoto předmětu ze země.
Zámek by měl být uchycen za pevnou část rámu, nikoliv pouze za přední či zadní kolo. Ta lze velmi rychle demontovat. Ideální je kombinace uzamčení rámu, kola a stojanu. Zámek by také neměl ležet přímo na zemi, protože tak by bylo snadné ho rozbít použitím kladiva.
Vhodné je zamykat kolo i v případě, že není umístěné ve veřejném prostoru, ale například na balkóně či ve sklepě.

## Druhy zámků

### Lankový
Jeden z nejčastěji používaných zámků, hlavně pro svoji nízkou pořizovací cenu a lehkou váhu. Jedná se o kovové lanko, které je většinou potažené gumou. Šířka lanka je různá u jednotlivých modelů. Tento typ však není příliš vhodný, jelikož je možné je velmi jednoduše přestřihnout.

### Řetězový
Řetězové zámky jsou podobně těm lankovým. Jedná se většinou o kovový řetěz potažený gumou či textilem. V závislosti na tloušťce může být účinnější než lankový, ale i tak jej lze lehce přestřihnout pákovými kleštěmi. 

### Skládací
Skládací zámky jsou jedny z nejvíce odolných zámků, což je vyváženo jejich dražší pořizovací cenou a vyšší váhou. Jedná se o několik pevných kovových částí, které jsou propojené klouby. 

### U-zámek
Zámek do U, někdy také nazývaný podkova, je další z velmi odolných zámků. Má tvar písmena U nebo D. Jeho nevýhodou je vyšší váha a také neskladnost. Jedná se, pro svoji dobrou bezpečnost, o jeden z oblíbených typů. Řadí se mezi ty nejbezpečnější.

### Zámek na kolo
Zámky zabudované přímo na zadním kole jsou časté hlavně u sdílených jízdních kol. Lze je ale pořídit na jakékoliv kolo. Zámek zablokuje pohyb zadního kola, takže na něm nelze odjet. Nejsou vhodné jako primární uzamčení, jelikož zloděj může kolo jednoduše odnést, ale může být dobrý pro kombinaci s dalším typem zámku. Je totiž velmi lehký a není třeba s ním nijak manipulovat, stačí pouze stisknout jedno tlačítko.

### Chytré zámky
S rozvojem chytrých telefonů a aplikací se začaly používat také chytré zámky. Princip tohoto zámku spočívá v tom, že má v sobě zabudované senzory pohybu, které do chytrého telefonu oznámí, pokud někdo s kolem manipuluje; kromě toho také zapne hlasitý alarm, který má za cíl odstrašit zloděje.

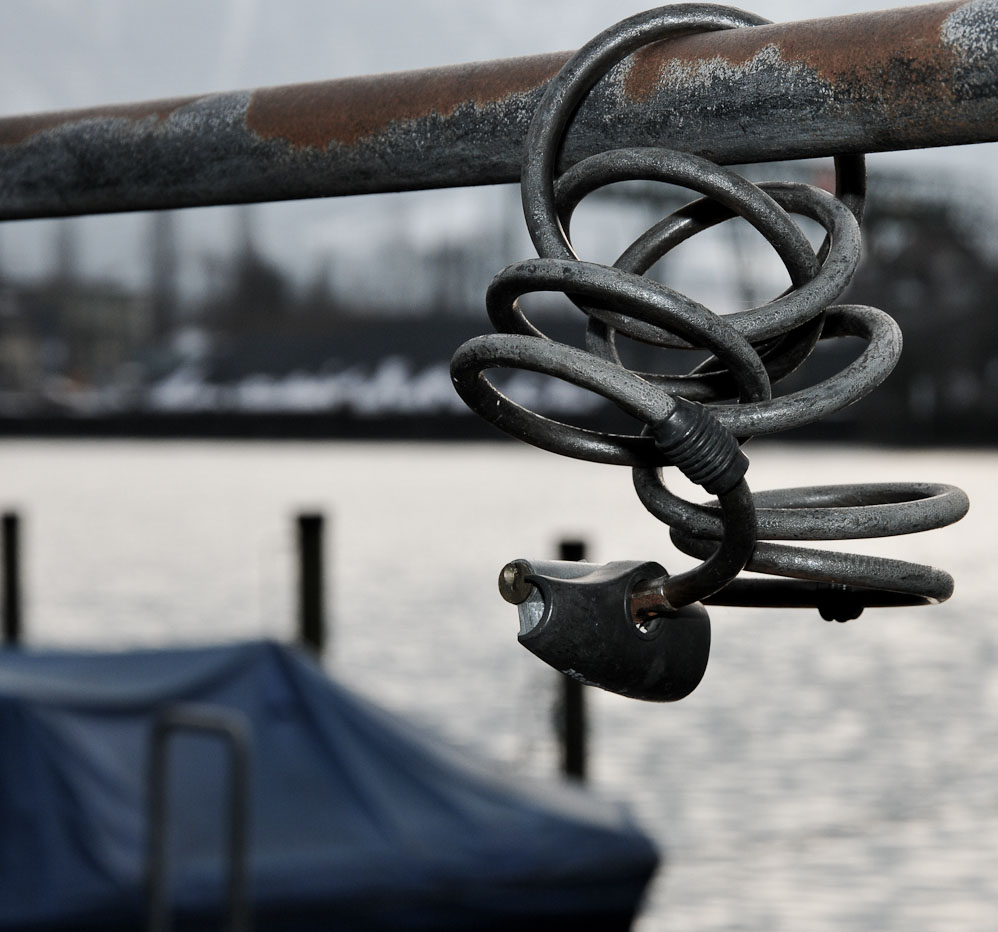
Lankový zámek
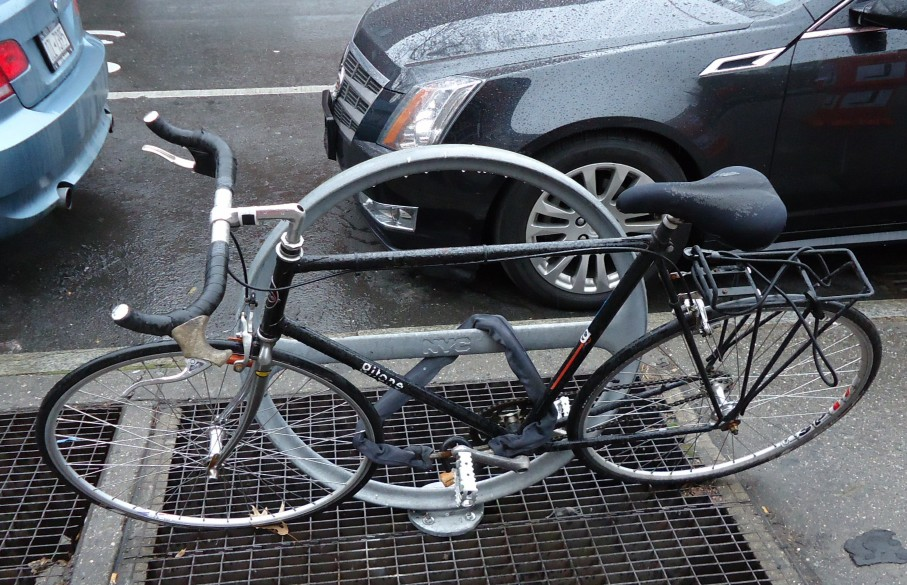
Řetězový zámek
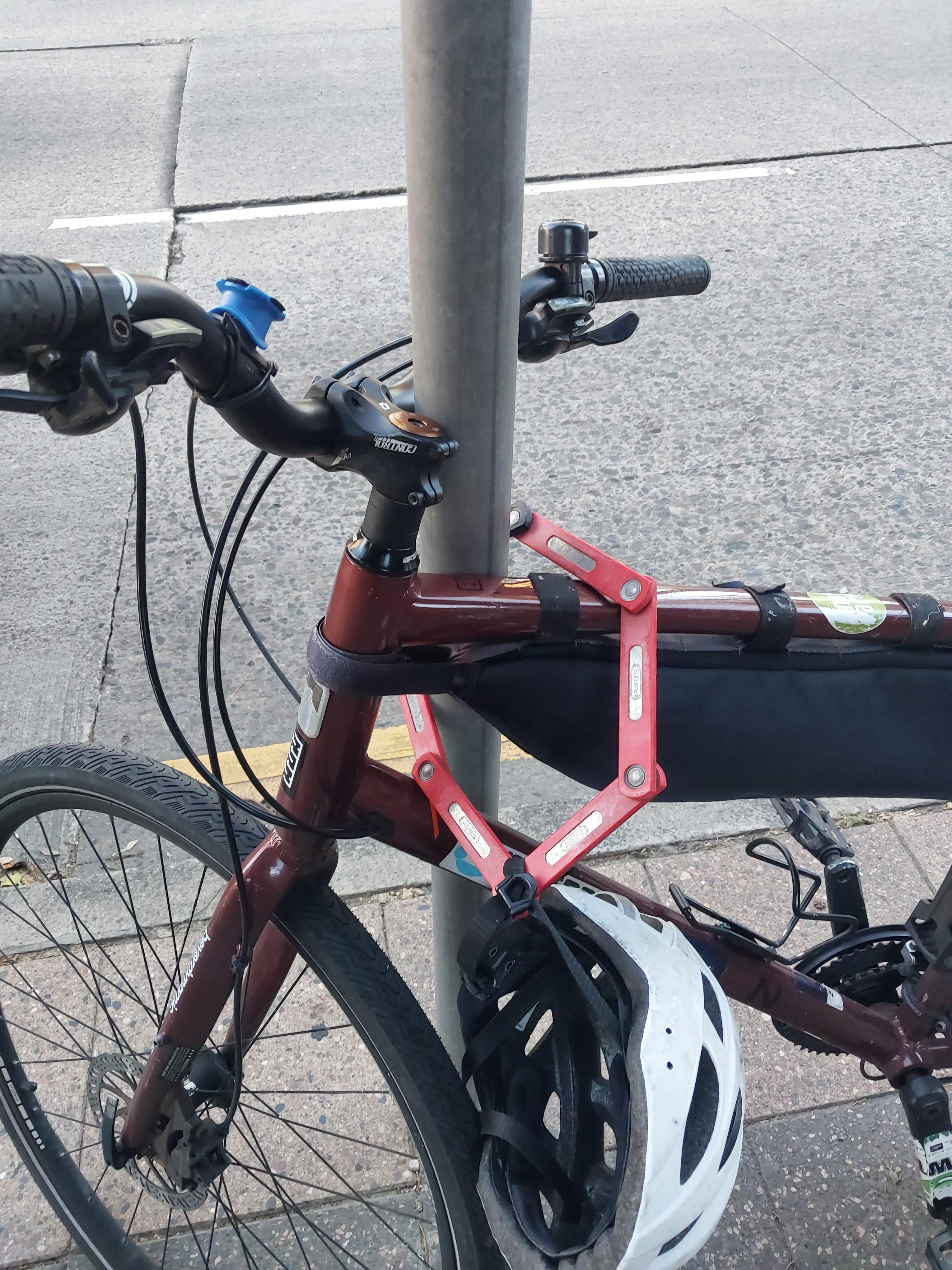
Skládací zámek
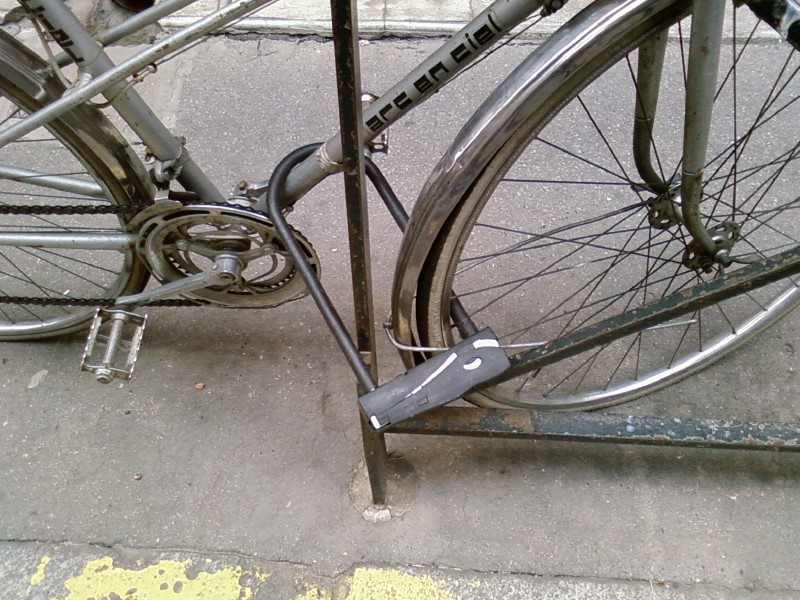
U-zámek
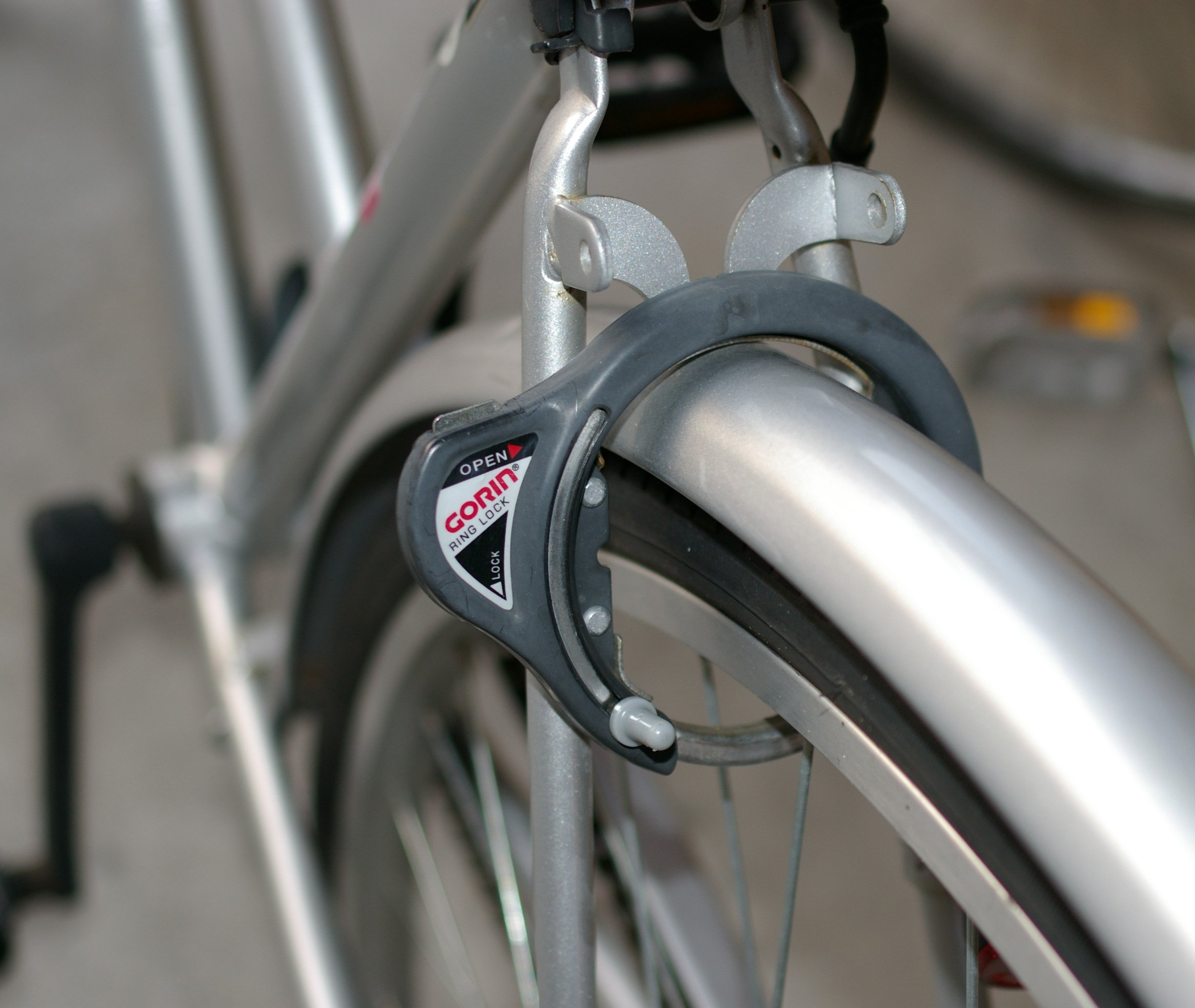
Zámek na kolo